# Kuja
Kuja (クジャ, Kuja) es un personaje ficticio de la saga de videojuegos Final Fantasy. Es el antagonista principal de Final Fantasy IX. Kuja es uno de los personajes clave y uno de los máximos responsables de los trágicos acontecimientos del videojuego.
Kuja es el principal antagonista de Final Fantasy IX.  Él opera detrás de escena, al principio trabajando en la sombra de la reina Brahne de Alexandria.  Desea adquirir el poder de los eidolons para gobernar Gaia.  Es un poderoso hechicero que monta un dragón plateado.
Kuja habla en metáforas, refiriéndose a Garnet como “canario” y a Branhe como “la dama elefante”. Su naturaleza refinada yuxtapone su papel de sádico portador de guerra. Kuja ama el lujo, como lo demuestra su hogar en "Desert Palace" y pasar tiempo en el distrito de los nobles en "Treno".

## Kuja, el ángel de la oscuridad
Kuja es un individuo extraño y muy peculiar. Se trata de un joven de edad 24 años ya que Garland dice que hace 24 años creó a un ser igual que Yitán, de larga melena blanca y de piel pálida. Tiene un bello rostro adornado con colores cálidos, sobre todo en la parte de los ojos. Lleva en la parte del pecho una coraza plateada que deja la parte del vientre descubierto. En la parte inferior del cuerpo luce una extraña prenda blanca, similar a una capa trasera desde el final de la espalda hasta los pies, y calza unas lujosas botas metálicas, asemejándose a un caballero. 
Su mentalidad es la de un meticuloso villano. Es un individuo ambicioso, meticuloso y sin escrúpulos. Sufre narcisismo, creyéndose centro neurálgico del universo, pues según su pensamiento el mundo no podría existir sin él. Su sentimiento de superioridad le hace arrogante y soberbio. Se ve ante el resto del mundo un ser perfecto e inigualable. Tiene don de palabra, utilizando las palabras para manejar a las personas y las situaciones a su antojo. No le importan los medios que utilice con tal de llegar a sus objetivos. A lo largo de la historia, Kuja demuestra su crueldad sobre toda forma de vida.
Kuja es llamado el Ángel de la Oscuridad, pues será quien traiga las tinieblas a Gaia desde el árbol Iifa, un administrador de las almas, o la llamada niebla. Kuja siembra el mundo de destrucción y caos, disfrutando enteramente con ello. Su apariencia de un ser divino o angelical montado sobre un gran dragón blanco se contrapone con su personalidad cruel y malévola.

Sin embargo, su estilo cambia cuando pierde su alma y queda en un trance, que le da un aspecto más diabólico: su cabellera se torna roja y le crece pelo en donde solía llevar ropa, su pelo también es rojo. Cuando está en este estado es cuando libera a Necron del cristal donde había permanecido encerrado. Antes de dar por finalizada la última escena del juego después de pasártelo, observas como éste sigue vivo.

## Origen
Kuja proviene del antiguo planeta de Terra, dirigido por Garland, el gran administrador de almas. Cuentan que cuando el viejo planeta Terra estaba a punto de morir, buscó un planeta joven y encontró a Gaia, con el que se unió, pero la unión no estaba hecha pues Gaia debía morir para que Terra ocupara su lugar.
Garland se encargó de crear a dos genómidos (recipientes sin pensamiento y sometidos a la voluntad de Garland) pero más inteligentes: el primero fue Kuja, iba a ser el hijo pródigo de Garland, y así fue llamado el "Ángel de la Oscuridad" ya que sería él quien destruiría Gaia para salvar Terra, pero Garland temía que la ambición y ansias de poder de Kuja fueran demasiado peligrosas y trajeran el caos, así que creó un segundo genónido, Zidane (Yitán en la versión española), éste sería más poderoso que su hermano y también sería quien acabara la misión encargada. Pero poco tiempo después de ser creado, Kuja, celoso y enfurecido por la falta de fe por parte de Garland se llevó a Zidane y lo lanzó por el flujo de almas llegando a Gaia, donde Bakú, el jefe de la organización teatral Tantalus, lo encontró y lo cuidó como un hijo.
Kuja, por su parte abandonó Terra y, avergonzado por sus orígenes se ocultó la cola y se vistió ocultando el vello de su cuerpo. 
Una de las diferencia principales que tenían Yitán y Kuja, era que el primero no conocía el uso de la magia y en cambio, Kuja controlaba oscuros y poderosos poderes mágicos.

## Evolución de Kuja
Este individuo aparece por primera vez al final del primer disco, cuando la reina Brahne ha invadido Burmecia sometiendo a la población con todo su ejército alejandrino. Kuja es el traficante de armas de la reina, proporcionándole magos negros, todo tipo de armas y también poderosa magia negra. 
El grupo lo conoce en la plaza central del palacio de la ciudad de Burmecia cuando, totalmente derrotados por la generala de Brahne, Beatrix contemplan como un extraño joven de pelo largo y blanco y vestido con unas extrañas ropas abandona la ciudad subido en un gran dragón blanco.
A lo largo del juego, se van mostrando los auténticos planes de Kuja. Se muestra su evolución a lo largo de la historia, comenzando por un primer Kuja confiado, y demasiado seguro de cumplir sus planes a toda costa, es en este momento que utiliza a la reina de Alexandría, Brahne para que consiga los grandes espíritus de invocación y así robárselos y hacerse enormemente poderoso. Para que la reina consiga los eidolones, es necesaria la princesa Garnet, que en su interior guarda ocultos a poderosos Espíritus de Invocación, para ello Kuja y la reina la hacen prisionera y le extraen todos los eidolones de su interior. El siguiente paso fue utilizar a la reina para sembrar el caos en todo el continente, para ello la convenció de utilizar los eidolones contra los grandes países, entre ellos Burmecia, Cleyra (el reino oculto en el tornado de arena) y finalmente el gran condado de Lindblum. Cuando ya todos los reinos han sido sometidos a Alejandría, Kuja utiliza la ambición de la reina para que ésta intente destruirle también a él y para ello Kuja hace lo posible para que Brahne utilice a su eidolón más poderoso para destruirle. Finalmente la reina invoca a Bahamut y es entonces cuando Kuja, con un extraño artefacto en forma de ojo gigante (también llamado Invencible) oculto en el cielo, controla a Bahamut. El dragón comienza a lanzar brutales ataques contra la reina y su flota, destruyéndola por completo. 
Después de esto, tiene una segunda fase de soberbia y prepotencia, creyendo ser el ser más poderoso de toda Gaia. Es ahora cuando en Alexandria han coronado reina a Garnet y quiere acabar con el reino que él ayudó a forjar, empezando por Alexandria. Una noche invoca a Bahamut que comienza a destruir la ciudad, pero la reina Garnet y su amiga Eiko, unen las cuatro Gemas Ancestrales (Colgante de Plata, Uña de Dragón, Estrella Desértica y Pendiente del destino), llamando a uno de los más poderosos eliodones que existen, Alejandro, un ser alado que sin problemas destruye a Bahamut. Kuja no se preocupa, puede quedarse con Alejandro y seguir con sus planes, pero de repente, en el artefacto que controlaba los eones aparece un extraño y viejo amigo del pasado, Garland. Entonces Kuja ve sus ambiciones frustradas cuando Garland destruye a Alejandro y toda Alexandria con un poderoso rayo proyectado desde el Invencible.
Kuja entra en una tercera fase, aquí comienza a preocuparse de forma ligera, aunque no muestra síntomas de preocupación está muy alerta del rumbo que están tomando las cosas. Ahora que ha descubierto que Yitán es su hermano, las cosas se ponen feas para él. Decide trasladarse a Terra, donde obtener poder y vencer definitivamente a Garland, que fue quien creó a Kuja y Yitán, el único que podía impedir a Kuja sus planes. El grupo protagonista también se traslada a Terra y allí Yitán descubre la verdad, que pertenece a ese planeta y que no es humano, sino una especie de recipiente creado para destruir. Cuando Yitán supera su tristeza y dolor, se enfrentan a Garland, venciéndole y después al poderoso Kuja quien no tiene preocupación por el combate, pero al final el grupo le vence. De pronto el espíritu de Garland se muestra y revela a Kuja que no es inmortal y que pronto morirá, es en este momento cuando se llena de ira y de odio recibiendo energía, Kuja se enfurece tanto que su cuerpo comienza a llenarse de energía, provocando que entre en trance y destruya el planeta Terra usando su más temible arma, la magia Artema. El grupo consigue salvarse y volver a Gaia. 
Ahora Kuja sufre una cuarta fase, una fase de desesperación y de ira, y lleno de poder y odio se traslada al origen de todo, conocido como el mundo cristalino donde planea destruir el cristal principal y destruir la humanidad. Cuando el grupo llega se enfrenta a él y finalmente cuando ve que va a ser vencido usa Artema para destruir el mundo cristalino y acabar así con toda la existencia. Tras esto los Héroes libran una batalla contra la Tiniebla Eterna, que representa la nada creada por la destrucción del cristal, y venciéndola hacen que todo vuelva a la normalidad. Kuja yace moribundo en el interior del Árbol Iifa mientras Yitán va en su rescate. Al encontrarse, un Kuja casi desfallecido comprende el porqué del amor a la vida que ha desarrollado su hermano, al rato las raíces del Árbol Iifa les sepultan en su interior. Aunque Yitán logra salir tiempo después no se sabe nada más de Kuja.

## Otras Apariciones
- Dissidia: Final Fantasy: Aparece, junto a Yitán, como personajes representante de Final Fantasy IX.

- Datos: Q1060306